# Halfbrick工作室
Halfbrick工作室是一家总部设在澳大利亚布里斯班的电子游戏公司。公司由6人于2001年创立。公司开发了收到好评的《水果忍者》和《Jetpack Joyride》。
除了布里斯班总部外，Halfbrick在悉尼、阿德莱德、西班牙、保加利亚和洛杉矶开个5个分部。2012年3月，Halfbrick工作室收购了Onan Games。